# Редькин (хутор)
Редькин — хутор в Саракташском районе Оренбургской области в составе  Федоровского Первого сельсовета. 

## География
Находится на левом берегу реки Сакмара на расстоянии примерно 10 километров по прямой на запад-северо-запад от поселка Саракташ.

## Население
Население составляло 105 человек в 2002 году (русские 65%), 116 по переписи 2010 года.